# ان‌جی‌سی ۶۷۷۴
ان‌جی‌سی ۶۷۷۴ (انگلیسی: Ruprecht 147) یک خوشه ستاره‌ای پراکنده در کهکشان راه شیری است که حدود ۱۰۰۰ سال نوری از زمین فاصله دارد و در اواخر تابستان، با دوربین دوچشمی در صورت فلکی کمان قابل مشاهده است. این خوشه، در سال ۱۸۳۰ میلادی توسط جان هرشل کشف شد.